# Neohahnia
Neohahnia là một chi nhện trong họ Hahniidae.